# Унітарне підприємство
Уніта́рне підприє́мство — підприємство, що створюється одним засновником, який виділяє необхідне для того майно, формує відповідно до закону статутний фонд, не поділений на частки (паї), затверджує статут, розподіляє доходи, безпосередньо або через керівника, який ним призначається, керує підприємством і формує його трудовий колектив на засадах трудового найму, вирішує питання реорганізації та ліквідації підприємства. Унітарними є підприємства державні, комунальні, підприємства, засновані на власності об'єднання громадян, релігійної організації або на приватній власності засновника.